# Eurysternus mexicanus
Eurysternus mexicanus là một loài bọ cánh cứng trong họ Bọ hung (Scarabaeidae).